# Hainan-Schopfgibbon
Der Hainan-Schopfgibbon (Nomascus hainanus) ist eine Primatenart aus der Familie der Gibbons (Hylobatidae). Bis vor kurzem wurde er noch mit dem Östlichen Schwarzen Schopfgibbon zu einer Art zusammengefasst.

## Merkmale
Der Hainan-Schopfgibbon erreicht eine Kopf-Rumpf-Länge von bis zu 49 cm (Männchen) bzw. 48 cm (Weibchen) und ein Gewicht von 5 bis 10 kg. Wie alle anderen Arten seiner Gattung besitzt diese Art einen Geschlechtsdimorphismus. Männchen sind komplett schwarz gefärbt, während Weibchen ein bräunlich-gelbbraunes Fell, einen schwarzen Scheitelfleck und einen dünnen, weißen Ring um das Gesicht haben. Säuglinge werden mit gelbbrauner Färbung geboren. Mit 5 bis 6 Monaten werden die Jungtiere schwarz. Während die Männchen diese Fellfarbe ihr Leben lang behalten, bekommen die Weibchen mit der Geschlechtsreife ein bräunlich-gelbbraunes Fell.

## Verbreitung und Lebensraum

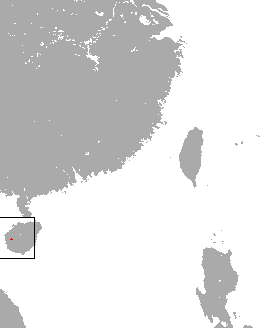
Verbreitungskarte

Einst war der Hainan-Schopfgibbon auf ganz Hainan verbreitet. Heute ist das Verbreitungsgebiet der einzig bekannten Population nur noch auf das Bawangling-Naturschutzgebiet im Westen der Insel beschränkt.
Bevorzugter Lebensraum waren Tieflandwälder, die nun größtenteils verschwunden sind, sodass die Tiere nun nur noch in Bergwäldern in 700–1200 m Höhe vorkommen.

## Lebensweise und Fortpflanzung
Der Hainan-Schopfgibbon ist ein tagaktiver Baumbewohner. Die Aktivität beginnt kurz vor der Dämmerung mit lauten Gesängen. Auf den Wanderungen durch das Revier leiten adulte Männchen die Gruppe. Die Anzahl der Mitglieder einer Gruppe bei Hainan-Schopfgibbons ist hoch. Beobachtungen der beiden letzten Gruppen im Jahre 2008 zeigten, dass diese neun bis sechs Individuen beinhalten. Auch die Reviere sind mit 548 ha bzw. 987 ha sehr groß. Es ist nicht bekannt, ob die großen Territorien für diese Art typisch sind, mit dem Fehlen bevorzugter Habitate zusammenhängen oder die fehlende Konkurrenz von benachbarten Gruppen dafür verantwortlich ist. 30 Jahre lange Beobachtungen ergaben, dass die zwei Gruppen polygame Paarungsstrategien mit zwei Weibchen und einem Männchen pflegen. Die Paarungschancen sind jedoch eingeschränkt, was vermutlich abnormales Verhalten widerspiegelt – ein Streitpunkt über viele Jahre hinweg. Subadulte Tiere verlassen die Gruppen oder werden mit ca. 5,5 Jahren vertrieben. Das Verlassen der Gruppe bringt ein hohes Sterblichkeitsrisiko mit sich und nur wenige Tiere bildeten neue Gruppen.
Bis jetzt sind 119 Pflanzenarten bekannt, die in Teilen von Hainan-Schopfgibbons gefressen werden. Die Verfügbarkeit von Nahrung ist von Februar bis April vermutlich begrenzt. In dieser Zeit ernähren sie sich nämlich von weniger bevorzugten Pflanzenarten. Die Verdrängung in eigentlich gemiedene Bergwälder hatte auch Folgen auf ihren Speiseplan, da es in diesen Regionen eine niedrigere Anzahl von verschiedenen Pflanzenarten gibt und nur wenige bevorzugte Baumarten hier vorkommen.
Die Tragzeit beträgt bei den Hainan-Schopfgibbons 136–173 Tage und der Abstand zwischen den Geburten über zwei Jahre. Geburten sind nicht jahreszeitabhängig und die Jungtiere werden ca. 1 Jahr lang gesäugt. Die Überlebenschancen von Säuglingen kann bis zu 92 % betragen. Zwischen 1982 und 1989 waren neun der zwölf geborenen Jungtiere Männchen, was das Geschlechterverhältnis verzerrte und so Auseinandersetzungen bei der Partnerwahl entstanden. Polygame Gruppen sind recht häufig. Weibchen initiieren während ihrer Empfängnisbereitschaft sexuelle Treffpunkte mit mehreren Männchen und sind sogar nach dieser Zeit empfänglich.
Ein Hybrid ist mit einem Nördlichen Weißwangengibbon aus dem Twycross-Zoo im Jahre 1987 bekannt.

## Bedrohung
Der Hainan-Schopfgibbon wird von der IUCN als „critically endangered“ (vom Aussterben bedroht) klassifiziert. Er ist in China geschützt und kommt nur in einem einzelnen Naturschutzgebiet vor, dem Bawangling-Naturschutzgebiet. Vor dreihundert Jahren lebte die Art fast auf der ganzen Insel Hainan, auf fast 27.784 km2, aber mehrere Wellen von Lebensraumzerstörung haben das geeignete Habitat auf nur ca. 66 km2 reduziert. Die Tiere sind heute auf bloß 14–16 km2 beschränkt. Die Population ist von über 2000 Tieren in den 1950ern bis zu einem Tiefpunkt von 7 bis 8 bekannten Tieren in den 1970ern geschrumpft. Eine Entdeckung weiterer Tiere in den 1980ern steigerte den Wert auf 21. Im Jahr 2008 bestand die Population aus 22 Individuen, zwei Gruppen mit sieben bzw. elf Tieren und vier einzeln lebenden Exemplaren, 2015 wurden 25 Individuen gezählt. Obwohl die Anzahl in den letzten Jahren stieg, wurden keine neuen Gruppen seit 2000 gebildet. Die kleine Population ist anfällig für Inzucht, Krankheitsausbrüche und Naturkatastrophen.
Eine andere Bedrohung stellt die Lebensraumzerstörung dar, die in den letzten Jahrzehnten durch die Infrastrukturentwicklung und Landwirtschaft im großen Stil gestiegen ist. Zwischen 1991 und 2008 verschwanden 35 % der Waldflächen der Insel und 7 % der einzigen von Hainan-Schopfgibbons besiedelten Fläche (im Bawangling National Nature Reserve). Nicht nur die Waldgesamtfläche wurde kleiner, auch die Zahl geeigneter Waldgebiete (mindestens 1 km2 zusammenhängendes Waldgebiet) sank in den 17 Jahren von 92 auf 64. Bezogen auf solche Areale war der Flächenschwund besonders ausgeprägt mit einem Rückgang von 754 km2 auf 316 km2. Die anhaltende Nachfrage von Hainan-Schopfgibbons als traditionelle, asiatische Medizin ist ebenfalls eine Bedrohung, obwohl in den letzten Jahren keine Jagd auf diese Tiere bekannt ist. Diese Gefahren zu stoppen ist ein wichtiges Ziel für den Erhalt der Art, ebenso wie das Pflanzen von neuen Wäldern, was in einigen Regionen schon begonnen hat.